# 鎧通し

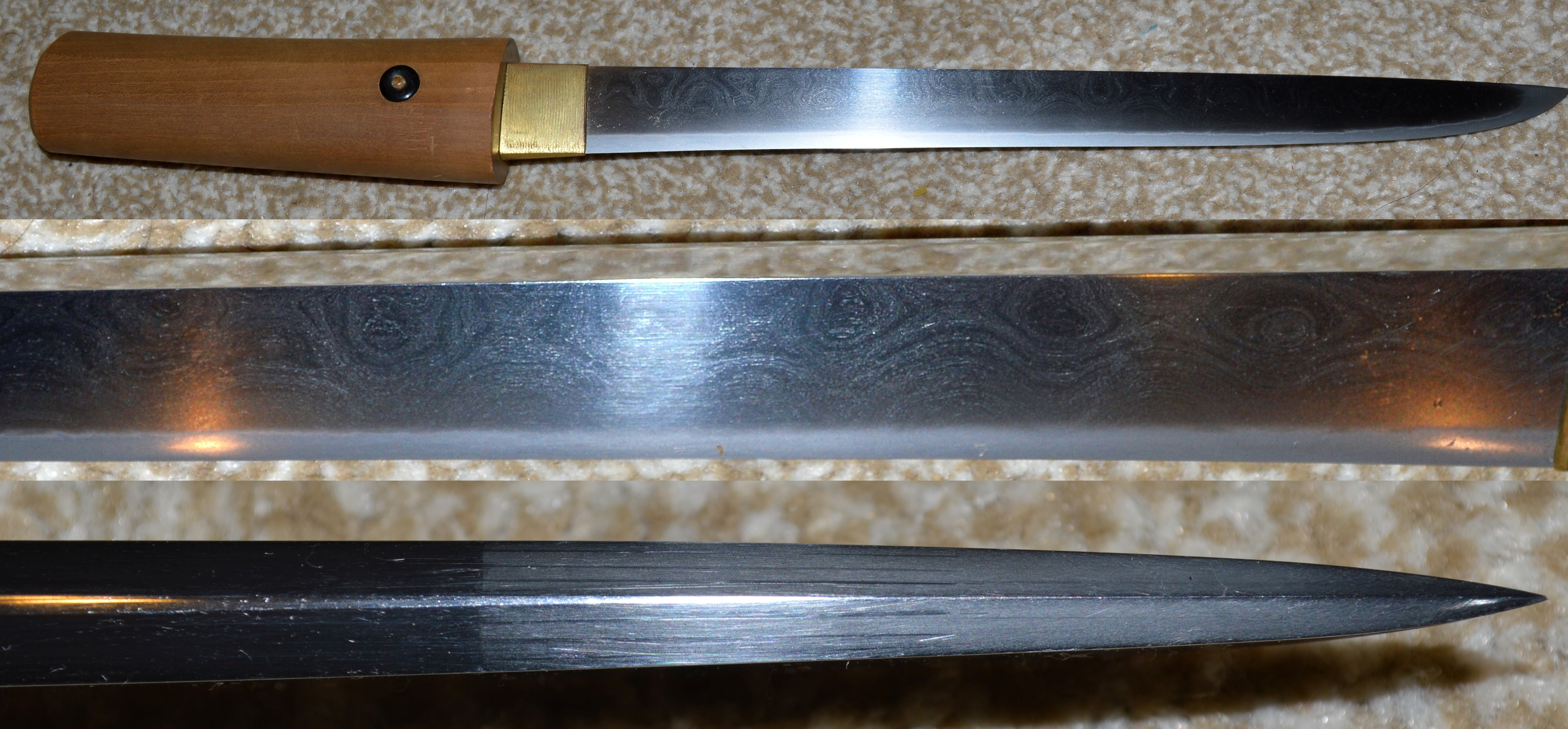

鎧通し（よろいとおし、よろいどおし）は、日本刀の一種。その名の通り、組み打ちで敵を鎧の隙間から刺すことに特化した短刀である。

## 定義
刃の幅が狭く、手元部分の重ね(刃の厚み)が極端に厚く、先が薄い。極めて頑丈な造り込みの、寸の詰まった短刀である。刃長は七寸前後であるが、まれに五寸以下のものもある。刀身の全長に対し、中子が長いことも特徴である。鍔はつけない。
多くは九寸五分であり、『富樫記』『大友興廃記』に記述がみられる。

## 実用と役割
格闘に際し、相手に組みついて鎧の間隙から刺突する用途により、この呼称がついた。左腰に太刀あるいは大小を差している場合には帯間の煩わしさを避ける目的からも、多くは馬手差（めてざし）または右手差（めてざし）と称される拵に収められている。これは右腰に逆差しに佩用して瞬時の使用に利のあるよう、配慮がなされていたという。 
技法は甲冑術（柳生心眼流など）に併伝されている。

## 発展
鎌倉時代末（14世紀）から打物合戦が増加し、組み打ちなど接近戦が盛んになると、鎧上からの刺突を考慮し、刃渡り短く、無反りで、重ね厚に鍛える風が流行し、鎧通しと称するようになった。
鎧通しは刺刀（さすが）から発展した刀である。刺刀から反りが無くまたは少なく、重ねが厚い（刀身の断面形状が厚い）「鎧通し」と呼ばれる短刀の形式に発展した（室町時代には用いられた）。刺刀の反りが増したものは脇差や反りが増し、長くなったものは打刀と発展していく。

## 備考
- 文献上の記述として、13世紀の承久の乱を題材とした『承久記』に「腹巻通」として記述がみられる。